# Joseph-Edmond Lesage
Pour l’article homonyme, voir Lesage.
Joseph Edmond Lesage (16 novembre 1871-25 juin 1941) est un médecin et homme politique fédéral du Québec.

## Biographie
Né à Saint-Raymond dans la région du Saguenay–Lac-Saint-Jean, il étudia au Séminaire de Québec et à l'Université Laval. De 1895 à 1909, il pratiqua la médecine à Cleveland, Ohio aux États-Unis. Il revint à Montréal en 1909.
Élu député des Libéraux de Laurier dans la circonscription fédérale d'Hochelaga en 1917, il ne se représenta pas en 1921.